# Schouwen-Duiveland
Schouwen-Duiveland  è un'isola del delta del Reno, della Mosa e della Schelda e una municipalità dei Paesi Bassi di 34 131 abitanti situata nella provincia della Zelanda. Il capoluogo è Zierikzee.

## Geografia fisica
L'isola deriva dall'unione di due isole, avvenuta attraverso il prosciugamento di un polder avvenuto nel 1610, l'isola di Schouwen che costituisce la parte occidentale dell'attuale isola e l'isola di Duiveland che ne costituisce la parte orientale.

### Suddivisione amministrativa
| Zierikzee (capoluogo)                                        | 10.910 ab. |
| Burgh-Haamstede (formato dai villaggio di Burgh e Haamstede) | 4356       |
| Bruinisse                                                    | 4051       |
| Nieuwerkerk                                                  | 2662       |
| Oosterland                                                   | 2364       |
| Renesse                                                      | 1593       |
| Brouwershaven                                                | 1401       |
| Scharendijke                                                 | 1314       |
| Kerkwerve                                                    | 1026       |

| Dreischor   | 1000 |
| Noordgouwe  | 766  |
| Zonnemaire  | 757  |
| Ouwerkerk   | 639  |
| Sirjansland | 355  |
| Ellemeet    | 335  |
| Noordwelle  | 321  |
| Serooskerke | 301  |
|             |      |